# Riserva naturale del Monte Orsario
La riserva naturale del Monte Orsario (in sloveno Naravni Rezervat Medvedjak) è un'area naturale protetta di 156 ettari posta all'interno del comune di Monrupino, in provincia di Trieste, limitata a est dal  confine con la Slovenia. Comprende un'area boschiva posta ai piedi del monte Orsario (Veliki Medvedjak in sloveno), dal quale prende il nome.
Istituita nel 1996, fa parte delle riserve naturali regionali del Friuli-Venezia Giulia.
L'Ente gestore - che ha sede a Udine - comprende la Direzione Centrale delle Risorse Agricole, Naturali, Forestali e Montagna e il Servizio Tutela Ambienti Naturali, Fauna e Corpo Forestale Regionale della Regione Friuli-Venezia Giulia.

## Caratteristiche
La flora è quella tipica del Carso comprendente  boschi di rovere e cerro oltre che  di pino nero.
La fauna presenta oltre a caprioli e cinghiali anche gatto selvatico e riccio. Segnalata la presenza più rada di sciacallo e orso bruno, provenienti dalla contermine Slovenia.
Sulla cima del Monte Orsario vi sono resti di depositi militari costruiti sopra un tumulo preistorico e il cippo confinario.